# جائزة أستراليا الكبرى 1986
جائزة أستراليا الكبرى 1986 هو سباق فورمولا 1 أقيم بتاريخ 26 أكتوبر 1986 في حلبة أديليد ستريت، جنوب أستراليا. كان السادس عشر من أصل 16 في بطولة العالم لسباقات الفورمولا واحد موسم 1986. حلّ الفرنسي ألن بروست أولا بينما جاء البرازيلي نيلسون بيكيه في المركز الثاني وحصل على المركز الثالث السويدي ستيفان يوهانسون.